# Acanthoderes ferruginea
Acanthoderes ferruginea är en skalbaggsart som beskrevs av Chemsak och Hovore 2002. Acanthoderes ferruginea ingår i släktet Acanthoderes och familjen långhorningar.
Artens utbredningsområde är Guatemala. Inga underarter finns listade i Catalogue of Life.